# 20-Minuten-Rennen von Spa-Francorchamps 1997

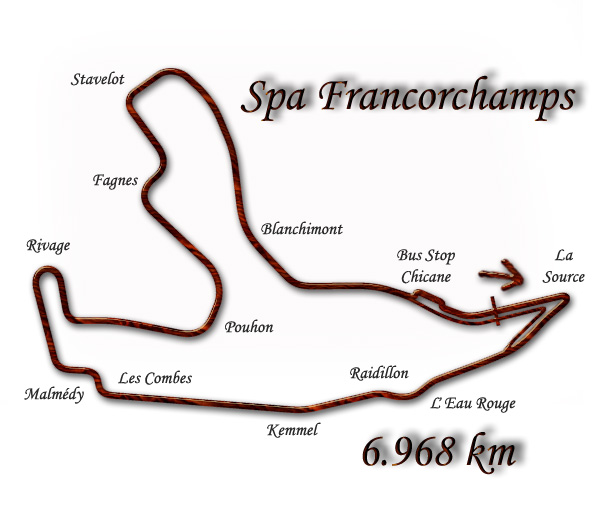
Streckenlayout des Circuit de Spa-Francorchamps 1997

Das 20-Minuten-Rennen von Spa-Francorchamps 1997, auch Spa Euro Race, fand am 8. Juni auf dem Circuit de Spa-Francorchamps statt und war das erste Rennen der Interserie dieses Jahres.

## Das Rennen
Mit einem Sprintrennen – die Fahrzeit des Rennsiegers betrug nur 0:22:43,605 Minuten – begann die Interserie-Saison 1997. Die beiden Österreicher Karl Hasenbichler und Josef Neuhauser lieferten sich einen das ganze Rennen andauernden Zweikampf um den Tagessieg, den Hasenbichler im HSB-Penske PC18 mit dem sehr knappen Vorsprung von 0,2 Sekunden vor Neuhauser im Reynard für sich entschied.

## Ergebnisse

### Schlussklassement
| Pos. | Klasse  | Nr. | Team                         | Fahrer            | Fahrzeug        | Runden |
| ---- | ------- | --- | ---------------------------- | ----------------- | --------------- | ------ |
| 1    | Div. I  | 5   | HSB Motorsport               | Karl Hasenbichler | HSB-Penske PC18 | 10     |
| 2    | Div. 1  | 12  | Dark Dog Lechner Racing Team | Josef Neuhauser   | Reynard         | 10     |
| 3    | Div. 1  | 8   | S.C.I. Team                  | Ranieri Randaccio | Fondmetal FG-01 | 10     |
| 4    | Div. I  | 2   | Becker Motor Racing          | Karl-Heinz Becker | Minardi M190    | 10     |
| 5    | Div. II | 52  | HSB Motorsport               | Joachim Ryschka   | Lola T93/50 HSB | 10     |
| 6    | Div. I  | 6   | HSB Motorsport               | Fritz Glatz       | HSB-Penske PC18 | 10     |
| 7    | Div. I  | 1   | McNeil Engineering           | Robbie Stirling   | Lola T92/10     | 10     |
| 8    | Div. I  | 10  | Equipe Bernoise              | Josef Binder      | Argo JM19D      | 10     |
| 9    | Div. I  | 3   | Helmut Bross                 | Helmut Bross      | Spice           | 10     |

### Nur in der Meldeliste
Hier finden sich Teams, Fahrer und Fahrzeuge, die ursprünglich für das Rennen gemeldet waren, aber aus den unterschiedlichsten Gründen daran nicht teilnahmen.
| Pos. | Klasse | Nr. | Team             | Fahrer           | Chassis        |
| ---- | ------ | --- | ---------------- | ---------------- | -------------- |
| 10   | Div. I |     | MRI              | Cor Euser        | Jaguar XJR-16  |
| 11   | Div. I |     | Michael Schuster | Michael Schuster | BGN-Argo JM19C |

### Klassensieger
| Klasse  | Fahrer            | Fahrzeug        | Platzierung im Gesamtklassement |
| ------- | ----------------- | --------------- | ------------------------------- |
| Div. I  | Karl Hasenbichler | HSB-Penske PC18 | Gesamtsieg                      |
| Div. II | Joachim Ryschka   | Lola T93/50     | Rang 5                          |

### Renndaten
- Gemeldet: 11
- Gestartet: 9
- Gewertet: 9
- Rennklassen: 2
- Zuschauer: unbekannt
- Wetter am Renntag: warm und trocken
- Streckenlänge: 6,968 km
- Fahrzeit des Siegerteams: 0:22:43,605 Minuten
- Gesamtrunden des Siegerteams: 10
- Gesamtdistanz des Siegerteams: 69,680 km
- Siegerschnitt: 183,959 km/h
- Pole Position: Karl Hasenbichler – HSB-Penske PC18 (#5) – 2:10,141
- Schnellste Rennrunde: Robbie Stirling – Lola T92/10 (#52) – 2:16,167
- Rennserie: 1. Lauf zur Interserie 1997